# Mohamed Benyahia
Pour les articles homonymes, voir Benyahia.
Mohamed Benyahia est un footballeur franco-algérien, né le 30 juin 1992 à Tremblay-en-France (Seine-Saint-Denis, France). Il évolue au poste de défenseur central àu  Al-Suqoor FC

## Biographie
En 2009, il est appelé en équipe d'Algérie des moins de 17 ans pour participer à la Coupe d'Afrique des nations des moins de 17 ans. Les jeunes Algériens sont battus en finale de l'épreuve par l'équipe de Gambie.
En prévision de la Coupe d'Afrique des nations 2017 au Gabon, le joueur figure dans la liste des 23 joueurs algériens convoqués par le sélectionneur national Georges Leekens.

## Statistiques
| Saison                | Club                  | Championnat           | Championnat | Championnat | Coupe(s) nationale(s) | Coupe(s) nationale(s) | Supercoupe | Supercoupe | Compétition(s) continentale(s) | Compétition(s) continentale(s) | Compétition(s) continentale(s) | Total | Total |
| Saison                | Club                  | Division              | M.          | B.          | M.                    | B.                    | M.         | B.         | Comp.                          | M.                             | B.                             | M.    | B.    |
| 2011-2012             | Nîmes Olympique       | 3                     | 5           | 1           | 0                     | 0                     | -          | -          | -                              | -                              | -                              | 5     | 1     |
| 2012-2013             | Nîmes Olympique       | 2                     | 15          | 0           | 1                     | 0                     | -          | -          | -                              | -                              | -                              | 16    | 0     |
| 2013-2014             | Nîmes Olympique       | 2                     | 3           | 0           | 0                     | 0                     | -          | -          | -                              | -                              | -                              | 3     | 0     |
| 2014-2015             | CA Bastia (prêt)      | 3                     | 27          | 11          | 1                     | 0                     | -          | -          | -                              | -                              | -                              | 28    | 11    |
| 2015-2016             | MC Oran               | 1                     | 24          | 9           | 0                     | 0                     | -          | -          | C3                             | 4                              | 2                              | 28    | 11    |
| 2016-2017             | USM Alger             | 1                     | 24          | 3           | 3                     | 0                     | 1          | 0          | C1                             | 3                              | 0                              | 31    | 3     |
| 2017-2018             | USM Alger             | 1                     | 14          | 2           | 2                     | 0                     | -          | -          | C1+C3                          | 0+3                            | 0+0                            | 19    | 2     |
| 2018-2019             | USM Alger             | 1                     | 25          | 2           | 2                     | 1                     | -          | -          | C3                             | 4                              | 0                              | 31    | 3     |
| Total sur la carrière | Total sur la carrière | Total sur la carrière | 144         | 29          | 9                     | 1                     | 1          | 0          | -                              | 14                             | 2                              | 168   | 32    |

## Palmarès
- Champion d’Algérie en 2019 avec l'USM Alger.
- Champion de France de National en 2012 avec le Nîmes Olympique.
- Vainqueur de la supercoupe d'Algérie en 2016 avec l'USM Alger.
- Finaliste de la CAN des moins de 17 ans en 2009 avec l'Algérie.